# Tammy Davis
Tammy Davis es un actor de Nueva Zelanda, conocido por su papel de Munter en la exitosa comedia dramática de Nueva Zelanda Outrageous Fortune. Creció en Raetihi, Nueva Zelanda. En agosto de 2021, se anunció que aparecería en la temporada 2021 de Celebrity Treasure Island 2021.

## Carrera
Davis ha actuado tanto en cine como en televisión, incluyendo Black Sheep, Whale Rider y en el cortometraje Tama Tu de Taika Waititi. También interpretó a Mookie en What Becomes of the Broken Hearted?, la secuela de Once Were Warriors. Davis hizo su debut como director de largometrajes en la película de 2015, Born to Dance, estrenada en septiembre de 2015. Es presentador del programa de desayuno en George FM.
En 2020, Davis interpretó al subdirector Trev en The Eggplant, una serie de comedia policíaca dramática para adolescentes de Nueva Zelanda lanzada en TVNZ OnDemand y YouTube.

## Filmografía

### Televisión
| Título                                  | Año       | Papel                            | Notas                               |
| --------------------------------------- | --------- | -------------------------------- | ----------------------------------- |
| Jackson's Wharf                         | 1999-2002 | Worm                             | 4 episodios                         |
| Mataku                                  | 2005      | Jason                            | Episodio: "The Chosen Ones"         |
| Outrageous Fortune                      | 2005-10   | Jared "Munter" Mason             | Protagonista                        |
| The Market                              | 2005      | Ritchie Johnson                  | Episodio: "Temporada 1, Episodio 2" |
| Dancing in the Sky                      | 2011      | William Barnard Rhodes-Moorhouse | Documental; Papel principal         |
| Missing Christmas                       | 2012      | Tane Te Pania (voz)              | Película de televisión              |
| Sunny Skies                             | 2013      | Deano                            | Papel principal                     |
| Top of the Lake                         | 2013, 17  | Alguacil Howe                    | 2 episodios                         |
| Auckland Daze                           | 2013-14   | Él mismo                         | 3 episodios                         |
| #KOMTR                                  | 2015      | Anfitrión                        |                                     |
| Only Aotearoa                           | 2015      | Varios roles                     | Papel principal; serie web          |
| The Barefoot Bandits                    | 2016-19   | Tane TePania (voz)               | Papel principal                     |
| Jimi's World                            | 2017      | Él mismo                         | 1 episodio                          |
| Only Aotearoa                           | 2017-19   | Varios roles                     | Papel principal                     |
| Shortland Street                        | 2017-18   | Lucas Whakapano                  |                                     |
| Funny Girls                             | 2018      | Varios roles                     | Episodio "Temporada 3, Episodio 2"  |
| All Star Family Feud                    | 2018      | Concursante                      |                                     |
| Misadventures of a Pacific Professional | 2019      | Mike Wiki                        | 2 episodios; serie web              |
| Whatta Beauty                           | 2020      |                                  | Director                            |
| The Eggplant                            | 2020      | Subdirector Trevor               | Papel principal; serie web          |

### Película
| Título                              | Año  | Papel                      | Notas                             |
| ----------------------------------- | ---- | -------------------------- | --------------------------------- |
| What Becomes of the Broken Hearted? | 1999 | Mookie                     |                                   |
| Whale Rider                         | 2002 | Dog                        |                                   |
| Fracture                            | 2004 | Det. Peters                |                                   |
| Spooked                             | 2004 | Andy                       |                                   |
| Tama Tū                             | 2005 | Soldado del batallón maorí | Cortometraje                      |
| Ovejas asesinas                     | 2006 | Tucker                     |                                   |
| Eagle vs Shark                      | 2007 | Extra                      |                                   |
| Tonight on NZ on Screen             | 2010 | Presentador                | Cortometraje                      |
| Ebony Society                       | 2011 |                            | Cortometraje, escritor y director |
| Sonny, My Older Brother             | 2012 |                            | Cortometraje, escritor y director |
| Fantail                             | 2013 | Papá                       |                                   |
| Damien                              | 2014 | Damien                     | Cortometraje                      |
| Born to Dance                       | 2015 |                            | Director                          |

## Vida personal
De ascendencia maorí, se identifica con Ngāti Rangi y Atihaunui a Paparangi y es medio hermano del actor neozelandés Julian Arahanga.
Tuvo una larga relación con la productora Ainsley Gardiner y tienen tres hijas. Ahora está casado con Cypress Vivieaere.